# See-Saw (groupe)
Pour les articles homonymes, voir See-Saw.
See-Saw est un groupe féminin japonais de J-pop. Le nom du groupe, désignant en anglais une balançoire à bascule, fait référence à la chanson éponyme des Pink Floyd sur l'album A Saucerful of Secrets.
Il était constitué au départ de Chiaki Ishikawa au chant, de Yuki Kajiura au clavier et de Yukiko Nishioka. Cette dernière quitta le groupe en 1994.
Le duo produit beaucoup de musiques d'anime (milieu de prédilection de Yuki Kajiura, qui y est également compositrice) : entre autres productions, il a notamment contribué aux bandes originales de .hack//SIGN et .hack//Liminality, ainsi qu'aux génériques de NOIR, de Gundam SEED et de sa suite, Gundam SEED Destiny. 